# Bitterballen

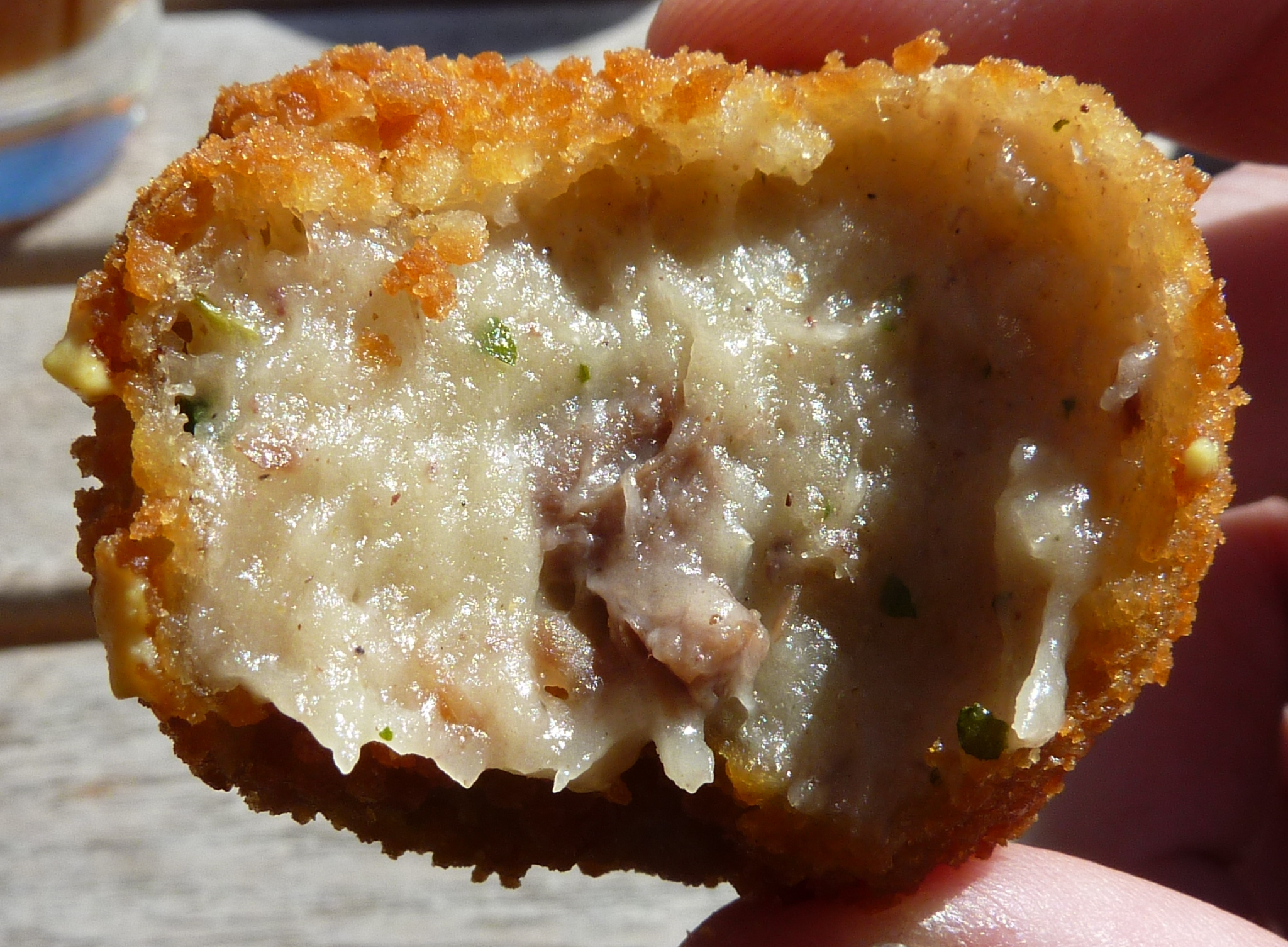
Una bitterbal aperta: è evidente il morbido roux

Le bitterballen (al singolare bitterbal) sono delle polpette tipiche della cucina olandese.

## Preparazione
Si tratta di una ricetta a base di carne bovina sfilacciata, brodo, burro, farina, prezzemolo, sale e pepe, a formare un denso roux. Alcuni aggiungono noce moscata, curry o verdure tritate. Il tutto viene mischiato e cucinato, per poi essere refrigerato in modo da farlo rassodare. Dopodiché, l'impasto viene modellato a formare delle palline di 3-4 cm, che poi vengono passate nella farina, nelle uova sbattute e nel pangrattato, per poi essere fritte. Solitamente vengono servite in pirottini con della senape. Sono tipiche, oltre che dei Paesi Bassi, anche del Suriname, Caraibi olandesi, Belgio e Indonesia. 
Le Bitterballen sono molto simili alla variante olandese delle crocchette. Prendono il loro nome dall'amaro (bittertje in olandese), e vengono servite come parte del bittergarnituur, una selezione di spuntini salati serviti con delle bevande, nei pub e nelle feste, in Olanda.